# Tetraleurodes hederae
Tetraleurodes hederae là một loài côn trùng cánh nửa trong họ Aleyrodidae, phân họ Aleyrodinae.
Tetraleurodes hederae được Goux miêu tả khoa học đầu tiên năm 1939.